# Joe Haden
Joseph Haden, detto Joe (Fort Washington, 14 aprile 1989), è un ex giocatore di football americano statunitense che ha militato nel ruolo di cornerback nella National Football League (NFL). Fu scelto nel corso del primo giro (settimo assoluto) del Draft NFL 2010 dai Cleveland Browns. Al college ha giocato a football all'Università della Florida.

## Carriera

### Cleveland Browns
Al draft NFL 2010, Haden fu selezionato 7ª scelta assoluta dai Cleveland Browns. Il 31 luglio 2010 firmò un contratto di 5 anni del valore di 50 milioni di dollari. Debuttò nella NFL il 12 settembre 2010 contro i Tampa Bay Buccaneers indossando la maglia numero 23. Nella sua prima stagione divenne il primo giocatore dei Browns dal 1968 a far registrare un intercetto per quattro gare consecutive. La sua stagione si chiuse con 64 tackle, 6 intercetti e un fumble forzato. Nell'annata successiva disputò 15 tutte come titolare, mettendo a segno un nuovo primato personale di 65 tackle ma senza alcun intercetto.

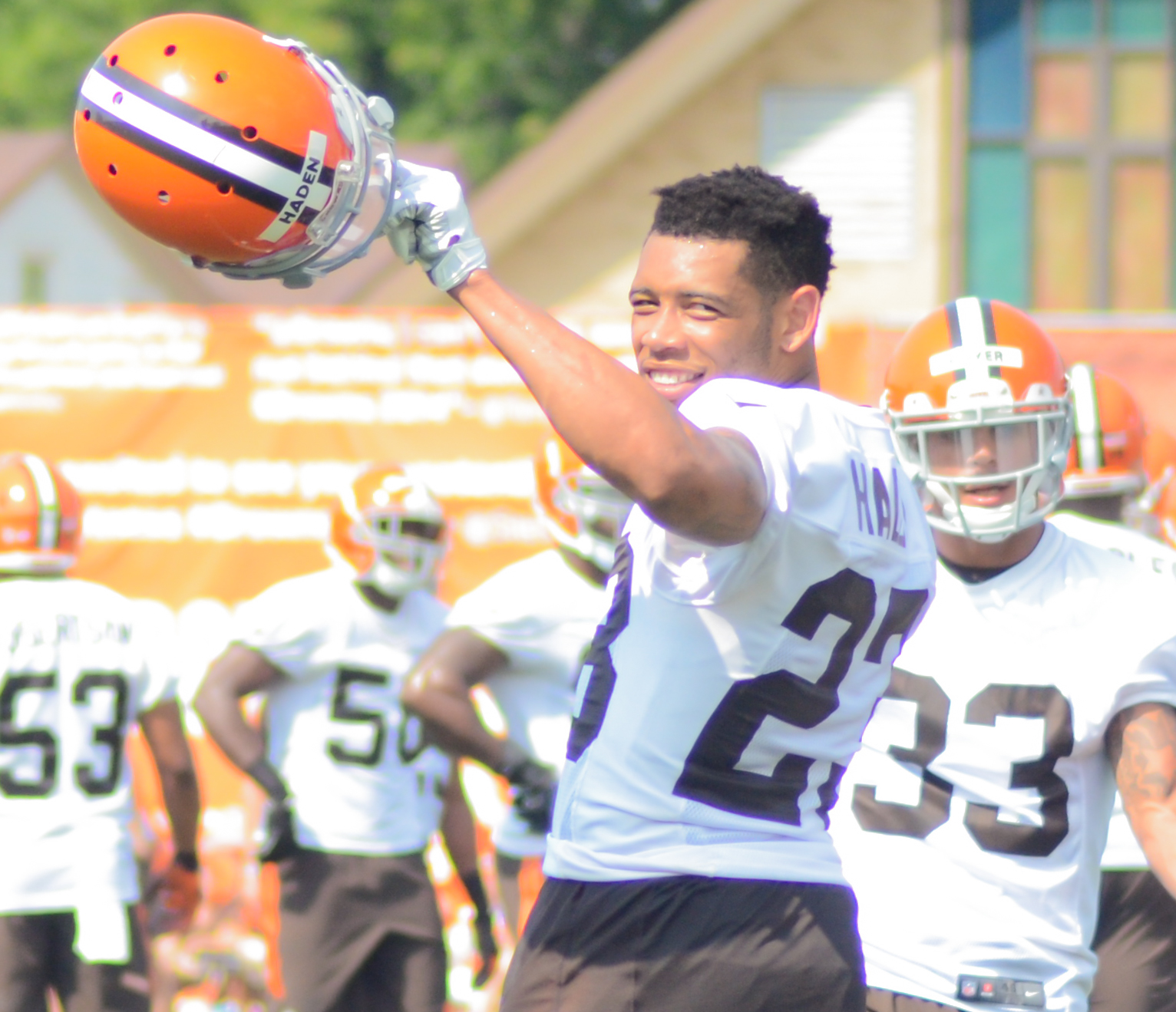
Haden al training camp 2014

Prima della stagione 2012, Haden fu sospeso per quattro partite dalla lega per abuso di sostanze vietate. La sua stagione si concluse con 11 presenze, 51 tackle, 3 intercetti e un fumble forzato.
Nella settimana 9 della stagione 2013, Haden contribuì col primo intercetto dell'anno alla prima vittoria dei Browns sui Baltimore Ravens dal 2007. Due settimane dopo ne mise a segno altri due contro i Cincinnati Bengals, uno dei quali ritornato in touchdown. Il quarto intercetto stagionale lo fece registrare nella sconfitta della settimana 13 contro i Jaguars. La sua stagione si concluse con 54 tackle, 4 intercetti e 20 passaggi deviati, venendo premiato con la prima convocazione al Pro Bowl in carriera e inserito nel Second-team All-Pro dall'Associated Press, mentre The Sporting News lo inserì nel First-team. Fu inoltre votato al 39º posto nella NFL Top 100 dai suoi colleghi.
Il 13 maggio 2014, Haden firmò con i Browns un rinnovo contrattuale quinquennale del valore di 68 milioni di dollari, inclusi 45 milioni garantiti. Il primo intercetto lo fece registrare nella settimana 11 su Ryan Mallett dei Texans, gara che terminò con massimo stagionale di 13 tackle. Il 23 dicembre fu convocato per il secondo Pro Bowl in carriera.

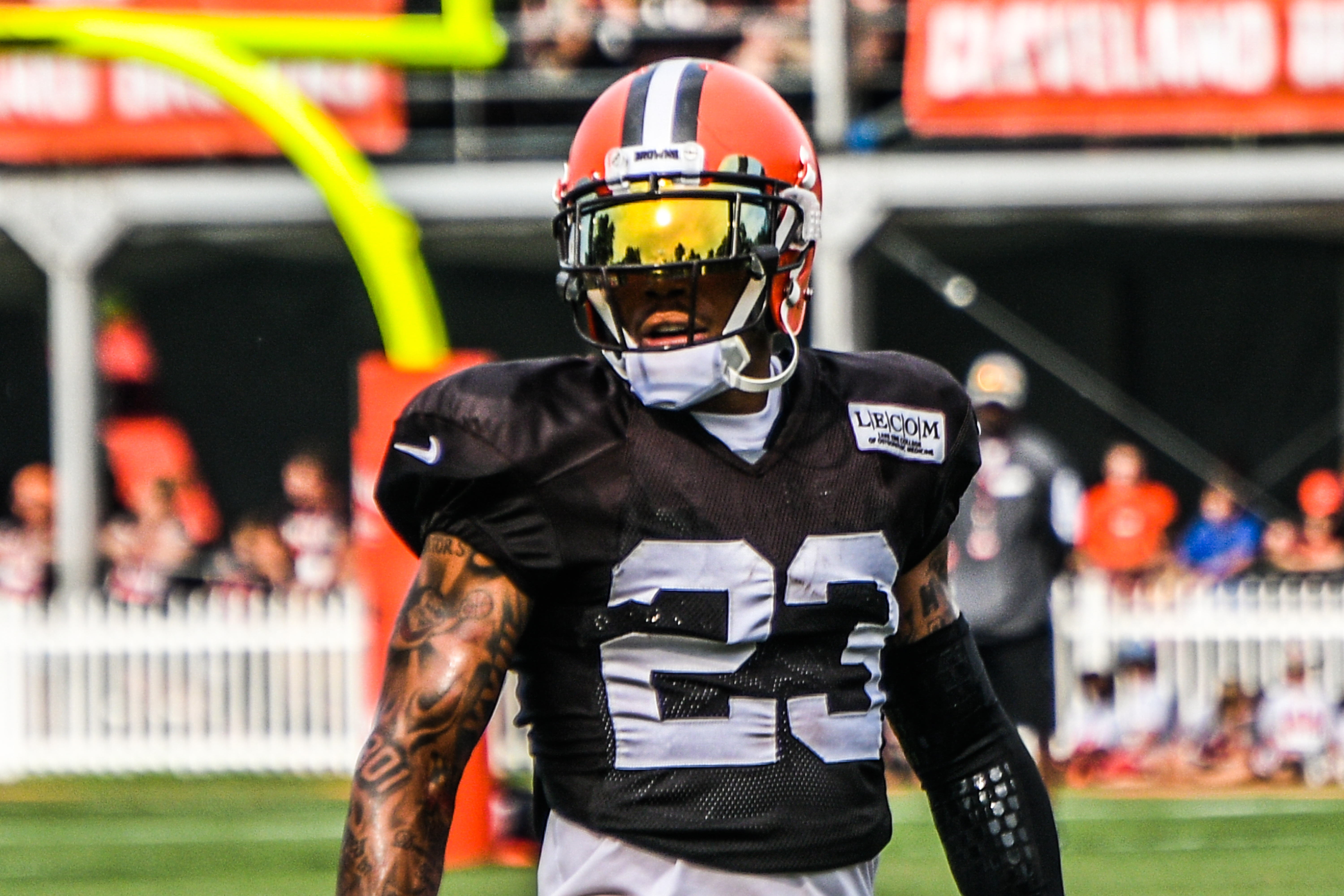
Haden nel training camp 2017

Il 14 dicembre 2015, Haden fu inserito in lista infortunati, chiudendo la sua stagione con tre gare di anticipo. A causa degli infortuni, il suo 2015 si chiuse con cinque sole presenze, senza far registrare alcun intercetto per la prima volta dal 2011.
Haden tornò in campo nel 2016, chiudendo la stagione con 13 presenze, tutte come titolare, con 48 tackle, 3 intercetti e 11 passaggi deviati mentre i Browns terminarono col peggior record della lega, vincendo una sola partita. Il 30 agosto 2017 fu svincolato dopo sette stagioni con la squadra.

### Pittsburgh Steelers
Poche ore dopo essere stato svincolato, Haden firmò un contratto triennale da 27 milioni di dollari con i Pittsburgh Steelers. Nell'ottavo turno della stagione 2018 fu premiato difensore della AFC della settimana dopo avere messo a segno 12 placcaggi, un intercetto e 2 passaggi deviati su Tom Brady nella vittoria sui New England Patriots.
Nel tredicesimo turno della stagione 2019 contro i suoi ex Browns Haden fu decisivo mettendo a segno l'intercetto decisivo nel finale di gara. A fine anno si classificò quarto nella NFL con 5 intercetti, tornando ad essere convocato per il Pro Bowl dopo 5 stagioni al posto dell'infortunato Marcus Peters.
Nella settimana 12 della stagione 2020 Haden ritornò un intercetto su Robert Griffin III dei Ravens in touchdown.
Il 21 settembre 2022 Haden annunciò il suo ritiro dopo avere firmato un contratto di un giorno per ritirarsi come membro dei Cleveland Browns.

## Palmarès
- Convocazioni al Pro Bowl: 3

2013, 2014, 2019
- First-team All-Pro: 1

2013
- PFWA All-Rookie Team - 2010
- Campione NCAA: 1

Florida Gators: 2008